# Roeland Park
Roeland Park är en stad (city) i Johnson County, i delstaten Kansas, USA. Enligt United States Census Bureau har staden en folkmängd på 6 841 invånare (2011) och en landarea på 4,2 km².